# توبياس كوخ
توبياس كوش (بالألمانية: Tobias Koch)‏ هو عازف بيانو ألماني، ولد في 11 سبتمبر 1968 في كمبن في ألمانيا.

## وصلات خارجية
- الموقع الرسمي
- توبياس كوش على موقع ميوزك برينز (الإنجليزية)
- توبياس كوش على موقع ديسكوغز (الإنجليزية)